# Ligne Ainokaze Toyama Railway
La ligne Ainokaze Toyama Railway (あいの風とやま鉄道線, Ainokaze Toyama Tetsudō-sen) est une ligne ferroviaire de la compagnie Ainokaze Toyama Railway située dans la préfecture de Toyama au Japon. Elle relie la gare de Kurikara à Tsubata à la gare d'Ichiburi à Itoigawa.

## Histoire
La ligne ouvre en 1898 et fait alors partie de la ligne Hokuriku.
Le 14 mars 2015, à l'occasion de l'ouverture de la ligne Shinkansen Hokuriku, une partie de la ligne Hokuriku est transférée à d'autres compagnies. La section Kurikara - Ichiburi revient à la compagnie Ainokaze Toyama Railway et est renommée Ligne Ainokaze Toyama Railway.
Le 17 mars 2018, la gare de Takaoka-Yabunami est mise en service. La gare de Shin-Toyamaguchi est mise en service le 12 mars 2022.

## Caractéristiques
- longueur : 100,1 km
- écartement des voies : 1 067 mm
- nombre de voies : 2
- électrification : courant alternatif 20 000 V - 60 Hz
- vitesse maximale : 110 km/h

## Services et interconnexions
La ligne est parcourue par des trains de type Local (omnibus) et par le service Ainokaze Liner. A Kurikara, tous les trains continuent sur la ligne IR Ishikawa Railway jusqu'à la gare de Kanazawa. A Ichiburi, tous les trains continuent sur la ligne Nihonkai Hisui. Des interconnexions ont également lieu avec la ligne Jōhana.
La ligne est également parcourue par des trains de fret.

## Gares
La ligne comporte 23 gares de passagers et une gare de fret.
| Gare                       | Nom japonais | Distance (km) | Correspondances | Localisation                     | Localisation          |
| -------------------------- | ------------ | ------------- | --- | -------------------------------- | --------------------- |
| Kurikara                   | 倶利伽羅     | 0             | IR Ishikawa Railway : IR Ishikawa Railway (interconnexion)                                                                                 | Tsubata, district de Kahoku      | Préfecture d'Ishikawa |
| Isurugi                    | 石動         | 6,8           | | Oyabe                            | Préfecture de Toyama  |
| Fukuoka                    | 福岡         | 14,0          | | Takaoka                          | Préfecture de Toyama  |
| Nishi-Takaoka              | 西高岡       | 17,5          | | Takaoka                          | Préfecture de Toyama  |
| Takaoka-Yabunami           | 高岡やぶなみ | 20,2          | | Takaoka                          | Préfecture de Toyama  |
| Takaoka                    | 高岡         | 22,8          | JR West : Jōhana (interconnexion), Himi Tramway de Takaoka                                                                                 | Takaoka                          | Préfecture de Toyama  |
| Etchū-Daimon               | 越中大門     | 26,5          | | Imizu                            | Préfecture de Toyama  |
| Kosugi (ja)                | 小杉         | 30,2          | | Imizu                            | Préfecture de Toyama  |
| Kureha                     | 呉羽         | 36,8          | | Toyama                           | Préfecture de Toyama  |
| Toyama                     | 富山         | 41,6          | JR West : Shinkansen Hokuriku, Takayama Toyama Chihō Railway : Ligne principale, Fujikoshi, Tateyama (à Dentetsu-Toyama) Tramway de Toyama | Toyama                           | Préfecture de Toyama  |
| Terminal de fret de Toyama | 富山貨物     | 44,4          | | Toyama                           | Préfecture de Toyama  |
| Shin-Toyamaguchi           | 新富山口     | 45,6          | | Toyama                           | Préfecture de Toyama  |
| Higashi-Toyama             | 東富山       | 48,2          | | Toyama                           | Préfecture de Toyama  |
| Mizuhashi                  | 水橋         | 53,1          | | Toyama                           | Préfecture de Toyama  |
| Namerikawa                 | 滑川         | 58,6          | Toyama Chihō Railway : Ligne principale | Namerikawa                       | Préfecture de Toyama  |
| Higashi-Namerikawa         | 東滑川       | 62,1          | | Namerikawa                       | Préfecture de Toyama  |
| Uozu                       | 魚津         | 67,1          | Toyama Chihō Railway : Ligne principale (à Shin-Uozu)                                                                                      | Uozu                             | Préfecture de Toyama  |
| Kurobe                     | 黒部         | 73,4          | | Kurobe                           | Préfecture de Toyama  |
| Ikuji                      | 生地         | 77,4          | | Kurobe                           | Préfecture de Toyama  |
| Nishi-Nyūzen               | 西入善       | 81,6          | | Nyūzen, district de Shimoniikawa | Préfecture de Toyama  |
| Nyūzen                     | 入善         | 85,5          | | Nyūzen, district de Shimoniikawa | Préfecture de Toyama  |
| Tomari                     | 泊           | 90,7          | | Asahi, district de Shimoniikawa  | Préfecture de Toyama  |
| Etchū-Miyazaki             | 越中宮崎     | 95,4          | | Asahi, district de Shimoniikawa  | Préfecture de Toyama  |
| Ichiburi                   | 市振         | 100,1         | Echigo Tokimeki Railway : Nihonkai Hisui (interconnexion)                                                                                  | Itoigawa                         | Préfecture de Niigata |

## Matériel roulant
La ligne est parcourue par des trains de quatre compagnies : Ainokaze Toyama Railway, IR Ishikawa Railway, JR West et Echigo Tokimeki Railway.

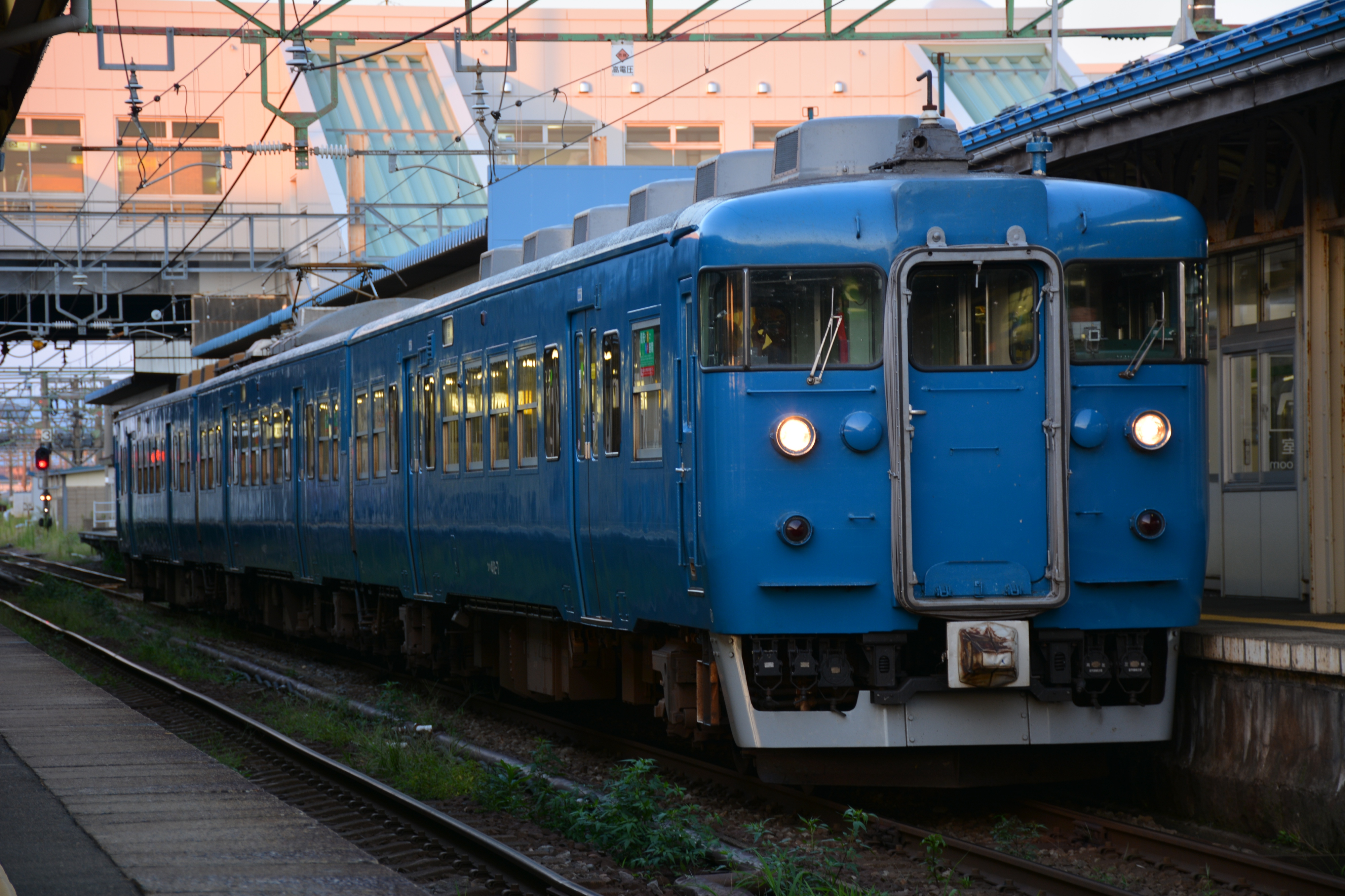
Ainokaze Toyama Railway série 413
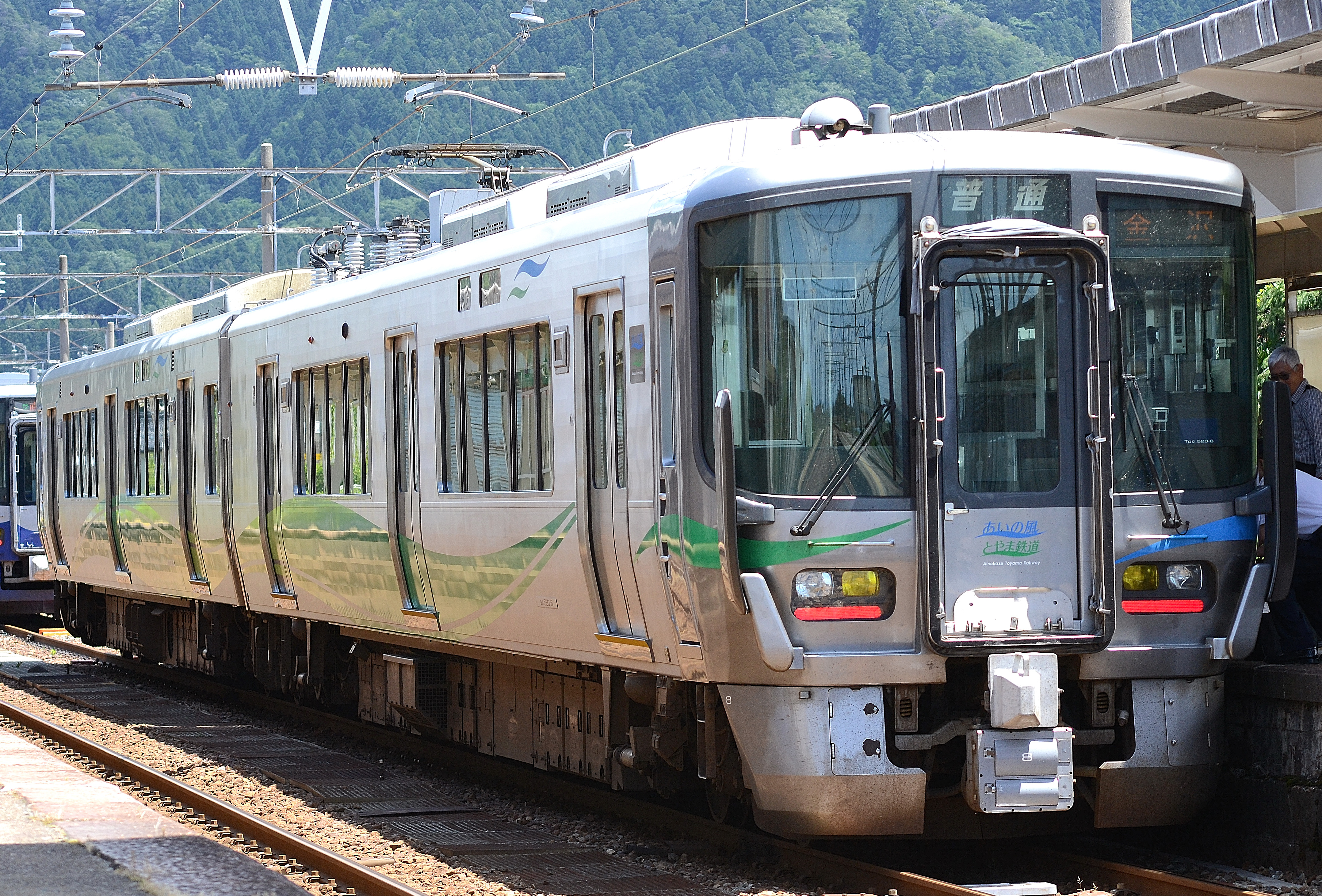
Ainokaze Toyama Railway série 521
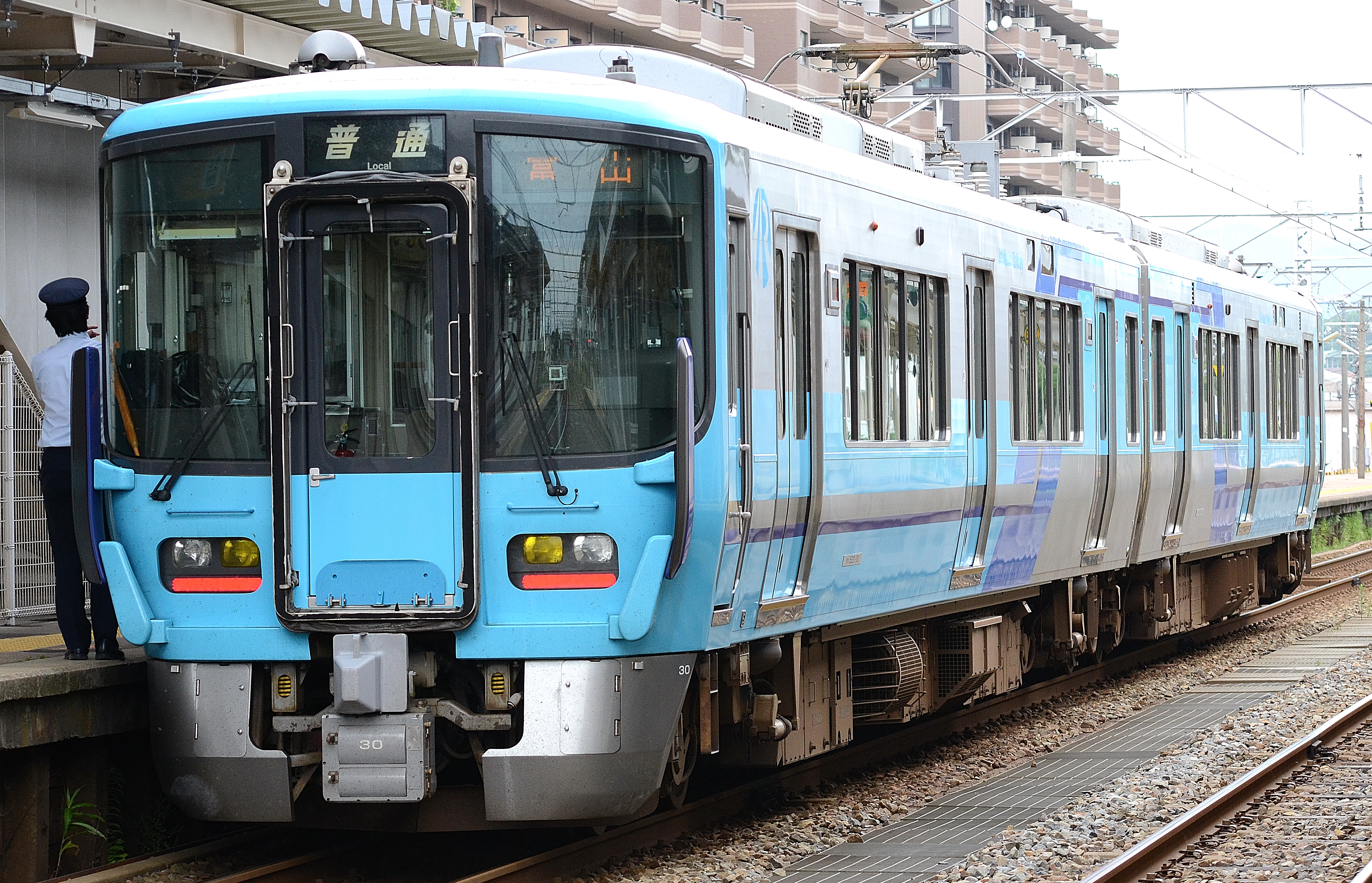
IR Ishikawa Railway série 521
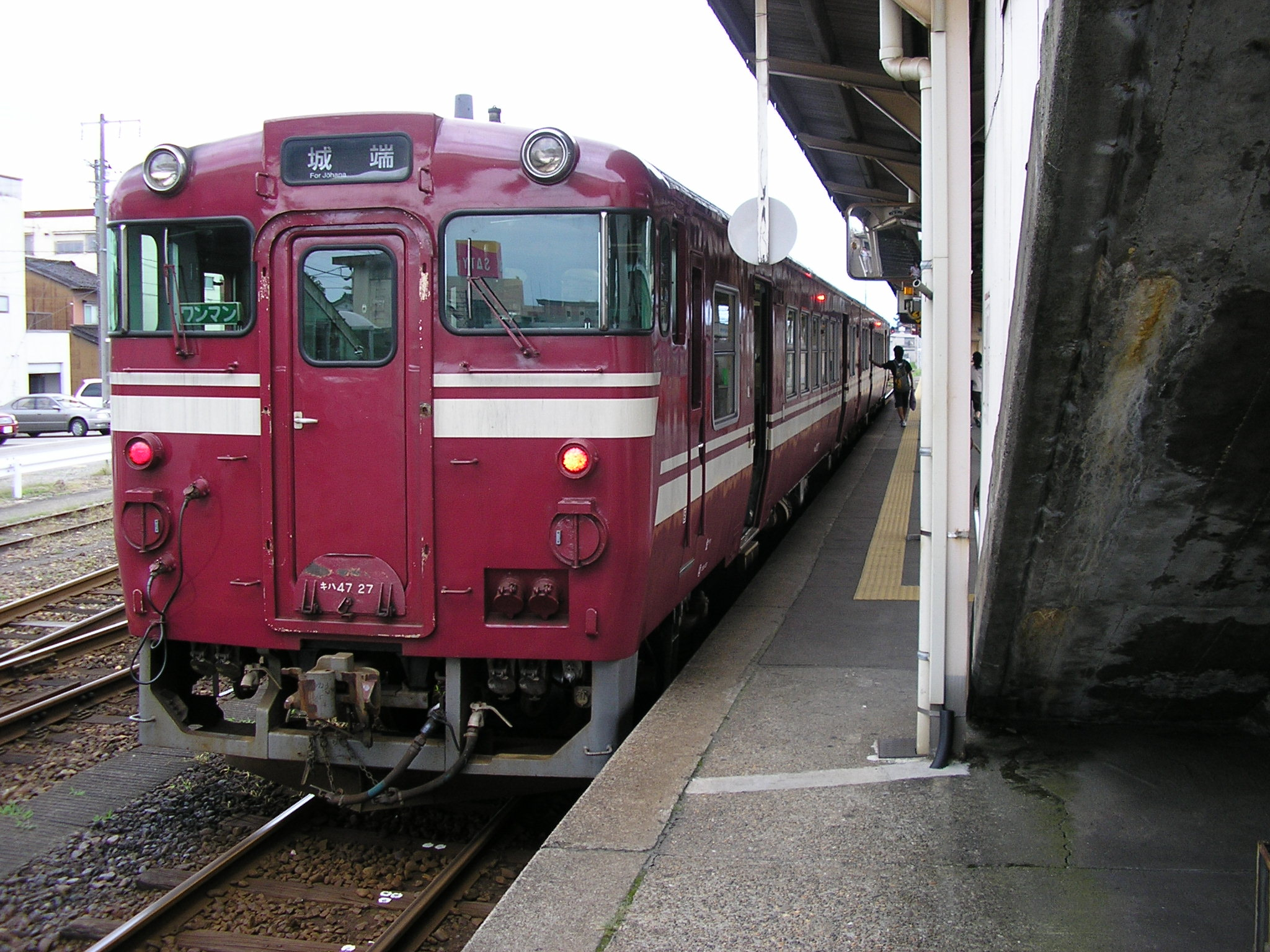
JR West série 40/47
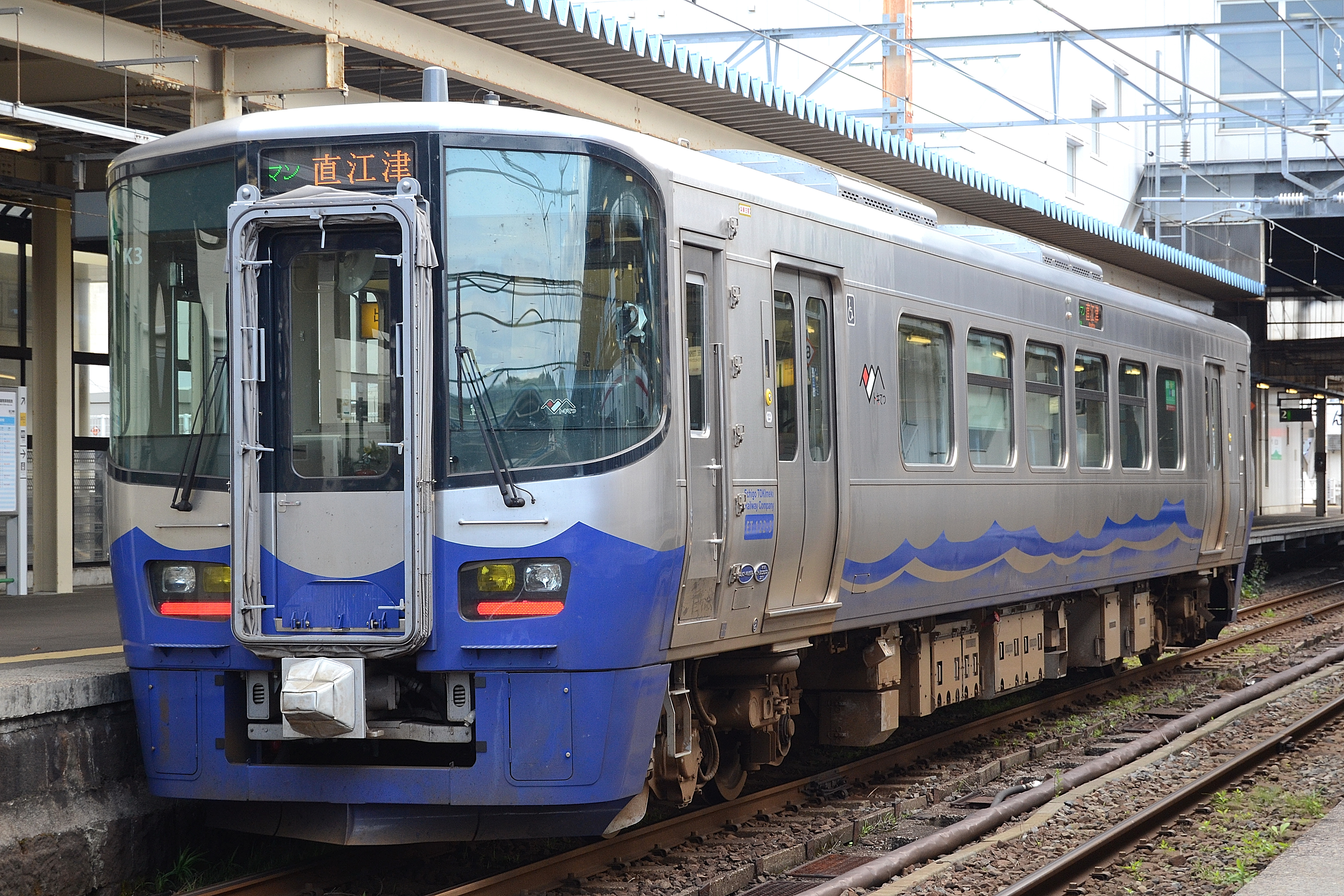
Echigo Tokimeki Railway série ET122